# Alcimus rubicundus
Alcimus rubicundus är en tvåvingeart som först beskrevs av Hobby 1934.  Alcimus rubicundus ingår i släktet Alcimus och familjen rovflugor.
Artens utbredningsområde är Kenya. Inga underarter finns listade i Catalogue of Life.